# جهرم
جهرم (بالفارسية: جهرم) هي مدينة وعاصمة مقاطعة جهرم تقع في محافظة فارس إيران. يقدر عدد سكانهاعام 2011 بـ 114,208 نسمة . مطار جهرم يخدم سكان جهرم و مدن جنوب محافظة فارس.

## المناخ
يظهر الجدول التالي التغييرات المناخية على مدار السنة لجهرم:
| البيانات المناخية لـجهرم          | البيانات المناخية لـجهرم | البيانات المناخية لـجهرم | البيانات المناخية لـجهرم | البيانات المناخية لـجهرم | البيانات المناخية لـجهرم | البيانات المناخية لـجهرم | البيانات المناخية لـجهرم | البيانات المناخية لـجهرم | البيانات المناخية لـجهرم | البيانات المناخية لـجهرم | البيانات المناخية لـجهرم | البيانات المناخية لـجهرم | البيانات المناخية لـجهرم |
| الشهر                             | يناير                    | فبراير                   | مارس                     | أبريل                    | مايو                     | يونيو                    | يوليو                    | أغسطس                    | سبتمبر                   | أكتوبر                   | نوفمبر                   | ديسمبر                   | المعدل السنوي            |
| --------------------------------- | ------------------------ | ------------------------ | ------------------------ | ------------------------ | ------------------------ | ------------------------ | ------------------------ | ------------------------ | ------------------------ | ------------------------ | ------------------------ | ------------------------ | ------------------------ |
| الدرجة القصوى °م (°ف)             | 20 (68)                  | 23 (73)                  | 27 (81)                  | 34 (93)                  | 37 (99)                  | 41 (106)                 | 42 (108)                 | 40 (104)                 | 39 (102)                 | 33 (91)                  | 30 (86)                  | 24 (75)                  | 42 (108)                 |
| متوسط درجة الحرارة الكبرى °م (°ف) | 9 (48)                   | 13 (55)                  | 17 (63)                  | 23 (73)                  | 29 (84)                  | 34 (93)                  | 36 (97)                  | 36 (97)                  | 32 (90)                  | 26 (79)                  | 19 (66)                  | 13 (55)                  | 36 (97)                  |
| متوسط درجة الحرارة الصغرى °م (°ف) | 1 (34)                   | 3 (37)                   | 7 (45)                   | 12 (54)                  | 17 (63)                  | 22 (72)                  | 24 (75)                  | 23 (73)                  | 19 (66)                  | 13 (55)                  | 7 (45)                   | 4 (39)                   | 1 (34)                   |
| أدنى درجة حرارة °م (°ف)           | −12 (10)                 | −8 (18)                  | −3 (27)                  | −2 (28)                  | 7 (45)                   | 11 (52)                  | 16 (61)                  | 13 (55)                  | 7 (45)                   | 3 (37)                   | −5 (23)                  | −5 (23)                  | −12 (10)                 |
| المصدر: my forecast               |                          |                          |                          |                          |                          |                          |                          |                          |                          |                          |                          |                          |                          |

## جامعات
- جامعة جهرم
- جامعة جهرم للعلوم الطبية
- جامعة آزاد الإسلامية فرع جهرم
- جامعة بیام نور مرکز جهرم
- جامعة فرهنجيان فرع جهرم
- جامعة غير الربحية اندیشه
- جامعة العلوم التطبيقية و التكنولوجيا جهاد كشاورزي واحد جهرم

## أعلام
- أفشين قطبي
- محمد جواد آذري جهرمي
- شمس الدين الخفري